# ميلاني كرافت
ميلاني كرافت (بالإنجليزية: Melanie Craft) (1969، بيتسبرغ في الولايات المتحدة)؛ كاتِبة وروائية أمريكية.